# Cascade Investment
Cascade Investment, L.L.C. är ett amerikanskt holdingbolag tillika investmentbolag som förvaltar delar av den amerikanska entreprenören Bill Gates personliga förmögenhet, som var den 24 februari 2020, värderad till 111,1 miljarder amerikanska dollar.
Företaget är en eftergångare till Gates föregående investmentbolag Dominion Capital (alternativt Dominion Income Management) som drevs av Gates nära vän Andrew Evans men Evans drogs både med anklagelser och fällande domar rörande ekonomisk brottslighet i början av 1990-talet. Runt 1995 beslutade Gates att distansera sig från Evans och grundade det nuvarande investmentbolaget.
Huvudkontoret ligger i Kirkland i Washington.

## Investeringar
Ett urval av betydande investeringar som har gjorts av Cascade.
|                | Företag                         | Bransch             | Ägarskap | År   |        |
| -------------- | ------------------------------- | ------------------- | -------- | ---- | ------ |
| Argentina      | Arcos Dorados Holdings, Inc.    | Snabbmat            | 6,65%    | 2017 | [ 2 ]  |
| USA            | Autonation, Inc.                | Återförsäljare      | 20,5%    | 2018 | [ 5 ]  |
| USA            | Berkshire Hathaway Inc.         | Konglomerat         | 4%       | 2015 | [ 6 ]  |
| Storbritannien | Bunzl plc                       | Distribution        | 6%       | 2015 | [ 6 ]  |
| Kanada         | Canadian National Railway       | Järnväg             | 13,6%    | 2018 | [ 7 ]  |
| Storbritannien | Carpetright plc                 | Golv                | 3%       | 2008 | [ 6 ]  |
| Mexiko         | Coca-Cola FEMSA, S.A.B. de C.V. | Dryckestillverkare  | 1%       | 2010 | [ 8 ]  |
| USA            | Deere & Company (John Deere)    | Anläggningsmaskiner | 8,1%     | 2014 | [ 9 ]  |
| Storbritannien | Diageo plc                      | Dryckestillverkare  | 1,5%     | 2018 | [ 10 ] |
| USA            | Ecolab Inc                      | Konglomerat         | 10,62%   | 2018 | [ 11 ] |
| Kanada         | Four Seasons Hotels Limited     | Hotell              | 47%      | 2015 | [ 6 ]  |
| USA            | Microsoft Corporation           | Datorteknologi      | 3,6%     |      |        |
| USA            | Republic Services, Inc.         | Återvinning         | 33,4%    | 2018 | [ 12 ] |
| USA            | Strategic Hotels & Resorts, LLC | Hotell              | 9,8%     | 2015 | [ 6 ]  |

Övriga investeringar
- Fram till juni 2014 hade Cascade aktieinnehav i säkerhetsföretaget G4S.[13]